# آئورلیو د لائورنتیس
آئورلیو د لائورنتیس (انگلیسی: Aurelio De Laurentiis؛ زادهٔ ۲۴ مهٔ ۱۹۴۹) یک تهیه‌کننده فیلم و مدیر اهل ایتالیا است.
وی تهیه‌کننده فیلم‌هایی همچون لویاتان، هوس، خواهران و برادران، کریسمس در ریو، پاپاراتزی، ساقدوش، کریسمس در هند،  یک کریسمس شگفت‌انگیز، کریسمس عشق و ماکارونی بوده‌است.
وی همچنین رئیس باشگاه فوتبال ناپولی است.